# Кайындысай (Жамбылская область)
Кайындысай (каз. Қайыңдысай) — село в Меркенском районе Жамбылской области Казахстана. Входит в состав Кенесского сельского округа. Код КАТО — 315437880.

## Население
В 1999 году население села составляло 313 человек (149 мужчин и 164 женщины). По данным переписи 2009 года, в селе проживало 576 человек (292 мужчины и 284 женщины).